# 斯捷波維胡托里
50°49′36″N 31°42′13″E / 50.82667°N 31.70361°E
斯捷波維胡托里（烏克蘭語：Степові Хутори），是烏克蘭北部的村莊，隸屬切爾尼希夫州的尼任區。該村始建於1939年，面積0.02平方公里，海拔高度134米，2001年人口471，人口密度每平方公里26,166.7人。